# Douglas Lewis
Douglas Bendup Lewis (født 6. august 1898 - død 19. februar 1981) var en canadisk bokser som deltog i de olympiske lege 1924 i Paris.
Lewis vandt en bronzemedalje i boksning under Sommer-OL 1924 i Paris. Han kom på en tredjeplads i vægtklassen weltervægt. Der var niogtyve boksere fra nitten lande som deltog i vægtklassen. Lewis tabte i semi-finalen til Héctor Méndez fra Argentina som senere tabte i finalen til Jean DeLarge fra Belgien. I bronzefinalen besejrede han en irsk bokser.